# حكيمة الحيطي
حكيمة الحيطي سياسية مغربية، شغلت منصب وزيرة منتدبة لدى وزير الطاقة والمعادن والماء والبيئة مكلفة بالبيئة بحكومة بنكيران منذ 10 أكتوبر 2013 إلى غاية 5 أبريل 2017. وهي عضو بالمكتب التنفيذي للحركة الشعبية، ورئاسة لجنة العلاقات الدولية بالحزب.

## مسيرتها
حصلت حكيمة الحيطي على شهادة الإجازة في البيولوجيا وميكروبيولوجيا المياه من كلية العلوم بفاس سنة 1986، ودبلوم الدراسات المعمقة في علم تلوث البيئة بكلية العلوم بمكناس سنة 1987، والدكتوراه الوطنية في علوم البيئة بكلية العلوم بمكناس سنة 1991، وحصلت على الدكتوراه في الهندسة والبيئة من مدرسة المعادن بسانت إتيان بفرنسا وشهادة في الاتصال السياسي من جامعة واشنطن. تتحدث اللغة الفرنسية والإنجليزية. لحكيمة حيطي ثلاث بنات.
شاركت الحيطي بنشاط داخل الحركة الشعبية منذ 2003 في جميع أعمال إعادة الهيكلة والجهوية وتعزيز هيئات الحزب، خاصة عبر تكوين مرشحي ومرشحات الحزب في تقنيات الاتصال اللفظي وغير اللفظي، والقيادة، وتدبير المشاريع، والحملة الانتخابية.
كما شغلت الحيطي منصب الرئيسة المديرة العامة ل«أو غلوب، سو»، ونائبة رئيسة الشراكة مع الولايات المتحدة من أجل الفرص الاقتصادية في شمال إفريقيا، ورئيسة منظمة كونيكشن غروب، والرئيسة المنتدبة للأممية الليبرالية النسائية. وكرئيسة للعلاقات الخارجية للحركة الشعبية منذ دجنبر 2012، كانت الحيطي وراء تأسيس عدة شراكات مع حزب من أجل الحرية والديمقراطية بهولندا، وحزب التقارب الديمقراطي بكاتالونيا، والأممية الديمقراطية بكل من بريطانيا وجبل طارق، والشبكة البرلمانية حول الوقاية وتدبير النزاعات، إلى جانب مبادرة للشراكة مع وكالات التعاون والتنمية بكاطالانيا، وتطوير شراكة مع المعهد الديمقراطي الدولي ومؤسسة فريديريتش ناومان من أجل الحرية. وشاركت حيطي كملاحظة في الانتخابات الرئاسية الأمريكية (2008) والانتخابات التشريعية في الأردن (2010). كما مارست مهام الخبيرة لدى البنك الدولي المكلفة بالإشراف على مشاريع النفايات في منطقة الشرق الأوسط وشمال إفريقيا، والمشروع الإقليمي لتدبير النفايات الصلبة في بلدان المشرق والمغرب-مشروع ميتاب.

### الوزارة
عينها الملك محمد السادس يوم الخميس 10 أكتوبر 2013 وزيرة منتدبة لدى وزير الطاقة والمعادن والماء والبيئة مكلفة بالبيئة في حكومة بنكيران.
أدرج اسمها في لائحة صدرت في أكتوبر 2017 ضمت مسؤولين في الدولة أمر الملك محمد السادس بمنعهم من شغل أي منصب حكومي مستقبلا.

#### اللغة العربية
في بداية يونيو 2015، خلال ندوة صحافية في الصخيرات، أجابت الوزيرة حكيمة الحيطي باللغة الفرنسية، وحاولت التهرب من الإجابة بالعربية، بحضور عشرات من الصحافيين، مبدية «تأففها من التحدث بالعربية» كلغة، مبررة ذلك بأن حديثها باللغة العربية يسبب لها «ارتفاعاً في درجة حرارة جسمها». انتقدها الكثير من المغاربة، خصوصا الناشطين في الدفاع عن اللغة العربية، معلنين أنها أهانت لغة الدستور عبر تهربها وتأففها من العربية كلغة. واعترفت الحيطي لاحقا أنها لا تتقن اللغة العربية جيدا، لكنها وعدت بدراستها لتتكلم بها بطلاقة مستقبلا.
و في ديسمبر 2015 خلال استضافتها في قناة Medi1TV في برنامج 90 دقيقة للإقناع صرحت أنها تشتغل 22 ساعة في اليوم مما عرضها للسخرية في مواقع التواصل الاجتماعي.

### فضيحة استيراد النفايات من الخارج
وقّعت وزارة البيئة عقد استيراد للنفايات الإيطالية، معظمها من منطقة كامبانيا في نابولي، على مدى فترة ثلاث سنوات؛ وتصل الكمية الإجمالية إلى خمسة ملايين طن. فقوبل خبر وصول الشحنة إلى المغرب بردود أفعال قوية رافضة، حيث دافعت الوزيرة المكلفة بالبيئة عن هذه الصفقة، الأمر الذي أدى إلى إطلاق حملة، في مختلف مواقع التواصل الاجتماعي، وحملة إعلامية إلكترونية، وإصدار عريضة من أجل التوقيع الرافض لهذه الصفقة، بسبب كون نفايات نابولي التي استوردها المغرب على درجة عالية من الخطورة. حازت على آلاف التواقيع للمطالبة بمنع استيراد وحرق النفايات البلاستيكية الإيطالية و«إقالة» أو «استقالة» وزيرة البيئة حكيمة الحيطي. وكان قد وصفها بعض السياسيون منهم محمد زيان «بالفعل الإرهابي» في حق الشعب المغربي و«جريمة ضد حق الإنسان في الحصول على بيئة صحية ونظيفة» حسب قرار الأمم المتحدة منذ سنة 1990.
وقد كانت هذه النفايات التي تود وزيرة البيئة استيرادها للمغرب متراكمة ومغلفة ومعلبة في إيطاليا منذ سنة 2007، حيث تدخل في إطار فضيحة كشفت سنة 2013 إثر الإطاحة بشبكة “إتلاف نفايات” غير قانونية تديرها مجموعة مافيا محلية، وفي العام 2015 وبسبب هذه الفضيحة، أدانت محكمة الاتحاد الأوروبي إيطاليا، وفرضت عليها عقوبات تقضي بدفع 20 مليون يورو وغرامة مالية تقدر بـ120 ألف يورو بسبب فشلها في إدارة نفاياتها.
وقد كشفت بعض المصادر في خضم هذا الجدل الدائر، حول رفض استيراد النفايات وحرقها في المغرب، من قبل نشطاء الدفاع وحماية البيئة، من خلال جميع الوثائق والمعطيات الرسمية، إلى أن المغرب استقبل واستورد طيلة سنة 2015، على عهد وزيرة البيئة الحيطي، التي شغلت كوزيرة في عهد حكومة بنكيران، المسؤولة أمام الضمير الإنساني والمغربي كحكومة أولا وكوزارة ثانيا، عن فضيحة حرق النفايات المستوردة، أنه تم حرق ما يقارب 70 ألف طن من نفايات العجلات الفرنسية التي دخلت الموانئ المغربية مفرومة وتم حرقها في معامل الإسمنت، من بينها معمل آسفي..
استنكرت منظمة السلام الأخضر «غرينبيس» هذا الفعل وصرحت: إن هذا النوع من التجارة غير أخلاقي وغير قانوني بموجب القوانين الدولية.